# Дмитриенко, Алексей Александрович
Алексей Александрович Дмитриенко (4 декабря 1976, Красноармейск, Казахская ССР) — казахстанский гимнаст. Участник Летних Олимпийских игр 1996 года в Атланте.

## Биография
Родился 4 декабря 1976 года в городе Красноармейск Казахской ССР.
Алексей окончил школу Олимпийского резерва и Академию спорта в Казахстане.
На Летних Олимпийских играх 1996 года в Атланте Дмитриенко занял итоговое 43 место в мужском индивидуальном зачёте.
На чемпионате мира по спортивной гимнастике 1997 года в швейцарской Лозанне занял 37-е место в мужском индивидуальном рейтинге.
Победитель чемпионата мира 1998 года (FIG World Cup) в соревнованиях на параллельных брусьях — вместе с двумя другими спортсменами.
В декабре 1998 года в составе сборной Казахстана участвовал в Азиатских играх в Бангкоке, где стал серебряным призёром в дисциплине «параллельные брусья».

## Семья
Брат — Владимир Дмитриенко, также гимнаст, мастер спорта международного класса.
Два сына — Марсель и Артур и дочь Анна